# میر أیمال کانسي

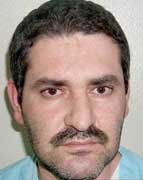
أيمال كانسي (من مواليد 10فبراير أو 22أكتوبر1964 أو 1يناير1967 - توفي في 14نوفمبر2002) (35-38عامًا وقت الإعدام) كان مواطنًا باكستانيًا أدين بإطلاق النار عام 1993 في مقر وكالة المخابرات المركزية في لانغلي، فيرجينيا.

أيمال كانسي (من مواليد 10فبراير أو 22أكتوبر1964 أو 1يناير1967 - توفي في 14نوفمبر2002) (35-38عامًا وقت الإعدام) كان مواطنًا باكستانيًا أدين بإطلاق النار عام 1993 في مقر وكالة المخابرات المركزية في لانغلي، فيرجينيا. في الحادث، قتل كانسي اثنين من موظفي وكالة المخابرات المركزية وأصاب ثلاثة آخرين. سرعان ما فر إلى قندهار بأفغانستان، والتي أصبحت فيما بعد معقلًا لطالبان، وظل مختبئًا لمدة أربع سنوات. أثناء وجوده في باكستان، تم القبض عليه واعتقاله من قبل مكتب التحقيقات الفيدرالي بمساعدة قوات الشرطة الباكستانية. بعد إعادته إلى الولايات المتحدة، أدين وحُكم عليه بالإعدام. تم إعدامه بالحقنة المميتة في عام 2002. 

## خلفية
كان كانسي من عرقية البشتون ولدت في 10فبراير أو 22أكتوبر1964 أو 1يناير1967 في كويتا، باكستان.  دخل الولايات المتحدة في عام1991 تحت اسم مير أيمال كانسي وجلب مبلغًا كبيرًا من المال ورثه في عام1989 عند وفاة والده. سافر بأوراق مزورة اشتراها في كراتشي بباكستان. كان قد غير اسمه إلى «كانسي» ثم اشترى لاحقًا بطاقة خضراء أمريكية مزيفة في ميامي بفلوريدا.
أقام مع صديقه الكشميري، زاهد مير، في شقته في ريستون، فيرجينيا، وكان يعمل في خدمة توصيل. سيكون هذا العمل حاسمًا في اختياره للهدف: «كنت أعبر هذه المنطقة كل يوم تقريبًا وعرفت أن هذين المسارين اللذين يتجهان إلى اليسار كانا في الغالب أشخاصًا يعملون لصالح وكالة المخابرات المركزية.»  وفقًا لما قاله كانسي، بدأ التفكير أولاً في مهاجمة أفراد وكالة المخابرات المركزية بعد أن اشترى بندقية AK-47 صينية الصنع من متجر أسلحة في شانتيلي بولاية فرجينيا. سرعان ما أصبحت الخطة «أكثر أهمية من أي شيء آخر بالنسبة له». 

## إطلاق نار
في 25يناير1993 ، أوقف كانسي سيارته المستعارة من طراز داتسون ستيشن واغنخلف عدد من المركبات التي تنتظر عند إشارة مرور حمراء على الجانب الشرقي من الطريق 123،مقاطعة فيرفاكس. كانت المركبات تنتظر للانعطاف يسارا إلى المدخل الرئيسي لمقر وكالة المخابرات المركزية. خرج كانسي من سيارته ببندقيته الهجومية شبه الآلية من النوع 56 وشرع في التحرك بين صفوف المركبات، وأطلق ما مجموعه 10 طلقات عليها، مما أسفر عن مقتل لانسينغ إتش بينيت، 66عامًا، وفرانك دارلينج، 28عامًا. وأصيب ثلاثة آخرون بأعيرة نارية. تم إطلاق النار على دارلينج أولاً ثم أصيب لاحقًا بطلقات نارية إضافية في الرأس بعد أن أطلق كانسي النار على الضحايا الآخرين.
عاد كانسي إلى سيارته وتوجه إلى موقف قريب. بعد 90دقيقة من الانتظار، أدرك أنه لم يتم البحث عنه بنشاط؛ ثم عاد بالسيارة إلى شقته في ريستون. في ذلك الوقت، أفادت التقارير أن الشرطة كانت تبحث عن رجل أبيض في العشرينات من عمره، وأنه لا يُعتقد أن إطلاق النار مرتبط مباشرة بوكالة المخابرات المركزية. أخفى البندقية في كيس بلاستيكي أخضر تحت أريكة، وذهب إلى مطعم ماكدونالدز لتناول الطعام، وحجز نفسه في فندق دايز إن ليلاً. وأوضحت التقارير الإخبارية لشبكة سي إن إن التي شاهدها أن الشرطة أخطأت في التعرف على سيارته وليس لديها رقم لوحة سيارته. في صباح اليوم التالي، استقل طائرة إلى كويتا، باكستان. وبحسب كانسي، فقد قتل موظفي وكالة المخابرات المركزية لأنني «كنت غاضبًا حقًا من سياسة الحكومة الأمريكية في الشرق الأوسط، ولا سيما تجاه الشعب الفلسطيني»، قال كانسي في مقابلة بالسجن مع شركة شبكة سي إن إن.
في 16شباط/فبراير1993، اتُهم كانسي غيابيًا، وكان حينها فارًا من العدالة. تضمنت التهم جريمة قتل دارلينج بالإعدام، وقتل بينيت، وثلاث تهم بجروح كيدية للضحايا الآخرين، إلى جانب تهم تتعلق بالأسلحة النارية.

## القبض والتسليم
في مايو1997، دخل مخبر إلى القنصلية الأمريكية في كراتشي وادعى أنه يمكنه المساعدة في قيادتهم إلى كانسي. كدليل على ذلك، أظهر نسخة من طلب رخصة القيادة الذي قدمه كانسي باسم مستعار ولكنه يحمل صورته. على ما يبدو، أراد الأشخاص الذين كانوا يؤوون كانسي عرض مكافأة بملايين الدولارات لإلقاء القبض عليه. قال كانسي: «أريد أن أوضح [أن] الأشخاص الذين خدعوني كانوا من البشتون، وكانوا أصحاب أراض في منطقتي عشيرتي ليغاري وخوسا في ديرا غازي خان، لكنني لن أذكرهم أبدًا.» 
نظرًا لأن كانسي في منطقة خط دوراند الحدودية الخطرة، طُلب من المخبر إغراء كانسي بالدخول إلى باكستان، حيث يمكن القبض عليه بسهولة أكبر. تم إغراء كانسي بعرض تجاري مربح، حيث قام بتهريب السلع الإلكترونية الروسية إلى باكستان، والتي جلبته إلى ديرا غازي خان، في مقاطعة البنجاب في باكستان، حيث سجل دخوله إلى غرفة في فندق شاليمار. في الرابعة من صباح يوم 15يونيو1997، داهم فريق مسلح من ضباط مكتب التحقيقات الفيدرالي، يعمل مع المخابرات الباكستانية، غرفة فندق كانسي. وأخذت بصماته في مكان الحادث لتأكيد هويته. تختلف المصادر حول المكان الذي تم فيه اصطحاب كانسي بعد ذلك. تزعم السلطات الأمريكية أنها كانت منشأة احتجاز تديرها السلطات الباكستانية، لكن مصادر باكستانية تدعي أنها كانت السفارة الأمريكية في إسلام أباد،قبل أن يتم نقله إلى الولايات المتحدة في 17يونيو في عربة نقل سي-141 ستارليفتر. خلال الرحلة، قدم كانسي اعترافًا شفويًا وكتابيًا كاملاً لمكتب التحقيقات الفيدرالي.

## التجربة
خلال محاكمة كانسي، قدم الدفاع شهادة من الدكتور ريتشارد ريستاك، طبيب أعصاب وطبيب نفسي عصبي، مفادها أن كانسي فقد نسيجًا من فصيه الأماميين، وهو عيب خلقي جعل من الصعب عليه الحكم على نتيجة أفعاله. وكرر تلك الشهادة طبيب نفساني آخر للدفاع، بناء على فحص مستقل.
تمت محاكمة كانسي أمام هيئة محلفين في محكمة مقاطعة فيرفاكس في فيرفاكس بولاية فيرجينيا على مدى عشرة أيام في نوفمبر1997؛ وقد دفع بأنه غير مذنب في جميع التهم الموجهة إليه. وجدته هيئة المحلفين مذنبا وأوصت بعقوبة الإعدام بتهمة القتل العمد. في 4فبراير/شباط1998، حُكم على كانسي بالإعدام بتهمة قتل دارلنغ، الذي أُطلق عليه الرصاص في بداية الهجوم ومرة أخرى بعد إطلاق النار على الضحايا الآخرين. أحكامه الأخرى بالسجن المؤبد لقتل بينيت من الدرجة الأولى، وعقوبة بالسجن لمدة 60عامًا على الجرحى الثلاثة، وغرامات بلغ مجموعها 600000دولار  أصبحت موضع نقاش من خلال إعدامه.

## التنفيذ والدفن
أُعدم كانسي بالحقنة المميتة في 14نوفمبر / تشرين الثاني2002 في مركز جرينزفيل الإصلاحي في جارات بولاية فيرجينيا. أعيد جثمان كانسي إلى باكستان؛ حضر جنازته كامل التسلسل الهرمي المدني لبلوشستان، وقائد فيلق الجيش الباكستاني المحلي، والسفير الباكستاني لدى الولايات المتحدة، أشرف جهانجير قاضي. 